# Languedoc-Roussillon
1969 – 1er janvier 2016
Entités précédentes :
- Indirectement : 
 Languedoc 
 Roussillon

Entités suivantes :
- Région Occitanie

Le Languedoc-Roussillon est une ancienne région administrative française dans le sud de la France qui correspondait approximativement à l'ancien Bas-Languedoc. La région était subdivisée en cinq départements : l'Aude, le Gard, l'Hérault, la Lozère et les Pyrénées-Orientales. Elle était bordée par l'Espagne (Catalogne), l'Andorre (au sud) et la mer Méditerranée (le golfe du Lion), et par les régions françaises suivantes : Provence-Alpes-Côte d'Azur, Rhône-Alpes, Auvergne, Midi-Pyrénées. Ses habitants étaient appelés les Languedociens-Roussillonnais.
Plusieurs éléments naturels la délimitaient : l'est des Pyrénées, puis le seuil du Lauragais, désormais nommé seuil de Naurouze, au sud, les Cévennes et les Grandes Causses et le fleuve Rhône au nord. Plusieurs géographes ont parlé comme d'un amphithéâtre tourné vers la mer des montagnes et des plaines languedociennes et roussillonnaises.
Deux langues régionales étaient historiquement présentes en Languedoc-Roussillon : l'occitan (languedocien, auvergnat, provençal) et le catalan. Le nom de la région se dit en occitan Lengadòc-Rosselhon [ˌleŋgɔˈðɔk rruseˈʎu] et en catalan Llenguadoc-Rosselló [ˌʎeŋgwəˈðɔk rrusəˈʎo].
Dans le cadre de la réforme territoriale, la région Languedoc-Roussillon a fusionné avec la région Midi-Pyrénées. Cette fusion est entrée en vigueur au 1er janvier 2016. Le nom officiel complet de la nouvelle région est Occitanie Pyrénées-Méditerranée.
Les départements du Languedoc-Roussillon faisaient partie selon certains découpages ou feraient toujours partie du Grand Sud-Est français et/ou du Grand Sud-Ouest français.

## Étymologie et appellations
La province du Languedoc tient son nom de la langue parlée dans le Sud de la France, « la langue d'oc ».

### Septimanie et Languedoc-Roussillon
Après son élection à la tête du conseil régional du Languedoc-Roussillon en 2004, Georges Frêche lance l'idée de changer le nom de la région en « Septimanie », terme qu'il estimait plus judicieux que sa désignation première, issue des travaux de la DATAR. Le conseil régional commence à largement utiliser ce nom. Il rencontre toutefois une franche opposition d'une large population, surtout chez les Catalans dans les Pyrénées-Orientales qui estimaient que le nom « Septimanie » pourrait nuire à l'identité catalane et nier la double identité culturelle présente dans la dénomination même de Languedoc-Roussillon. De plus, l'ancienne Septimanie ne recouvrait pas exactement les limites du Languedoc-Roussillon actuel, spécialement le Gévaudan qui est aujourd'hui le département de la Lozère.
Cette opposition, cristallisée par plus de 45 000 signatures recueillies par les Catalans et une manifestation rassemblant 8 000 personnes à Perpignan, le 8 octobre 2005, ont conduit Georges Frêche à renoncer à ce changement de nom.

### Sud de France
Depuis 2010, le conseil régional lance des campagnes de communication où apparaît le nom « Sud de France » pour désigner la région en lieu et place de Languedoc-Roussillon.
À partir d'août 2012, Sud de France est d'ailleurs la marque utilisée par le conseil régional pour sponsoriser le club du Montpellier HSC et pour promouvoir les produits agricoles de la région.

## Histoire

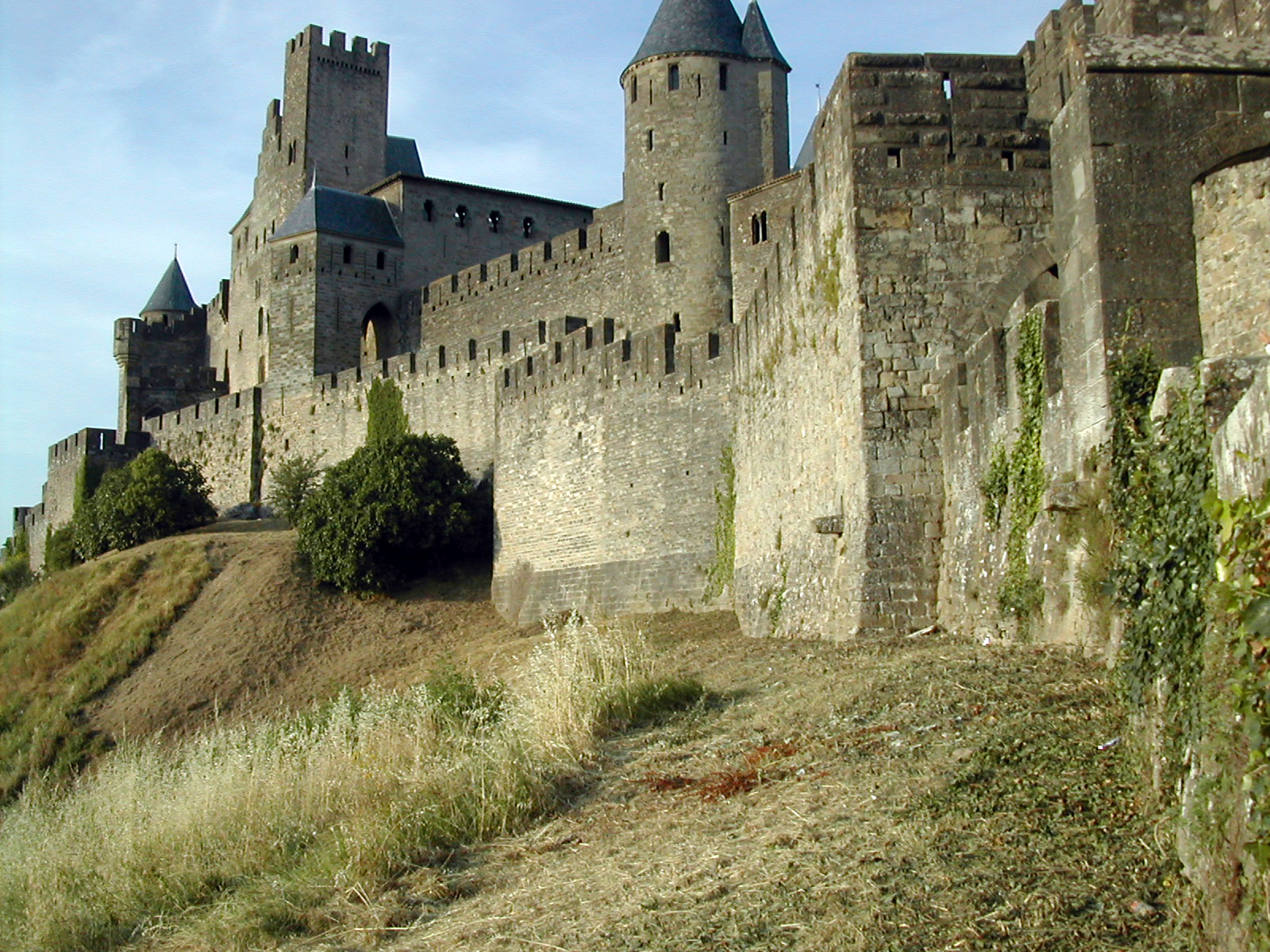
Carcassonne.

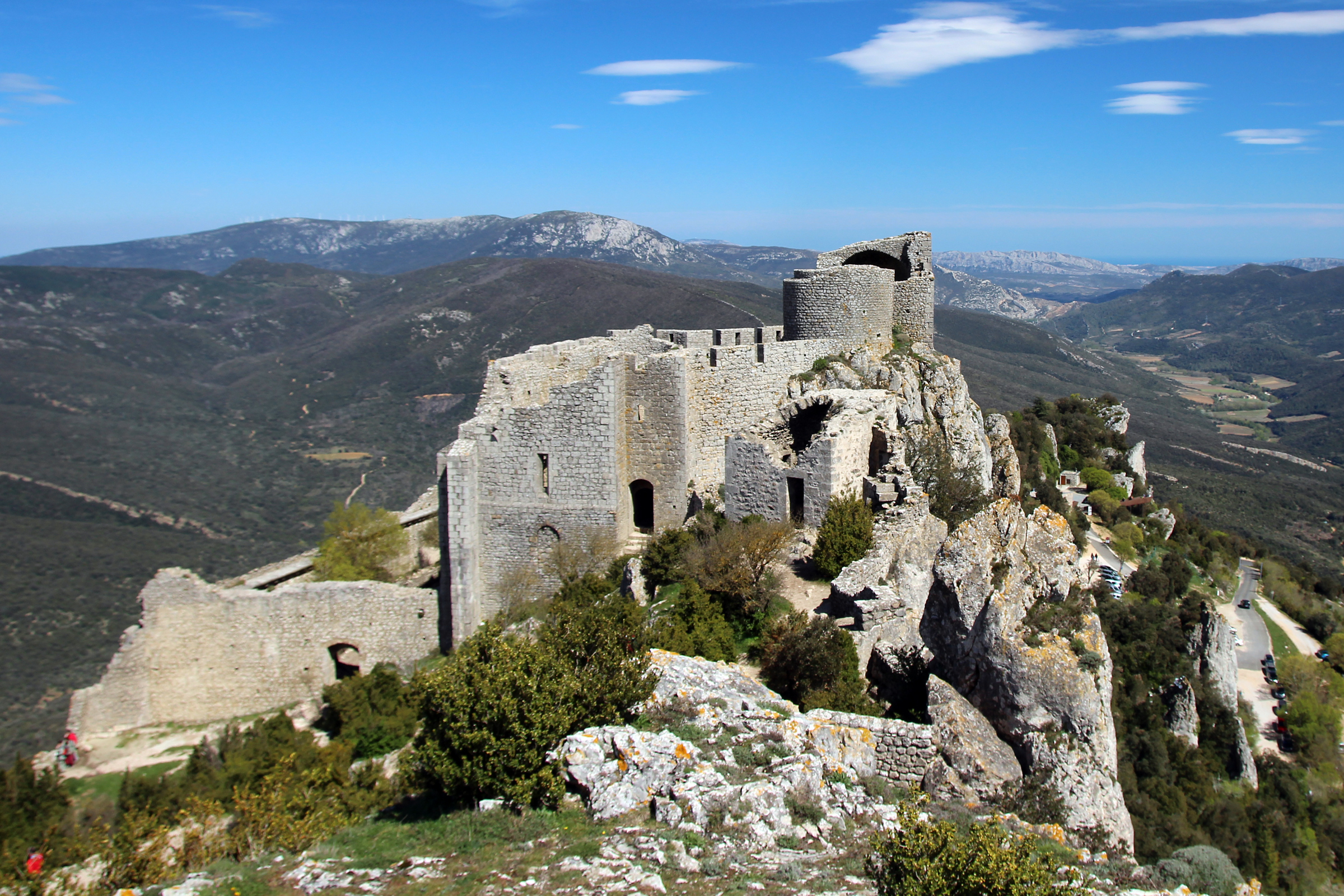
Le château de Peyrepertuse, dans l'Aude, datant du XIe siècle.

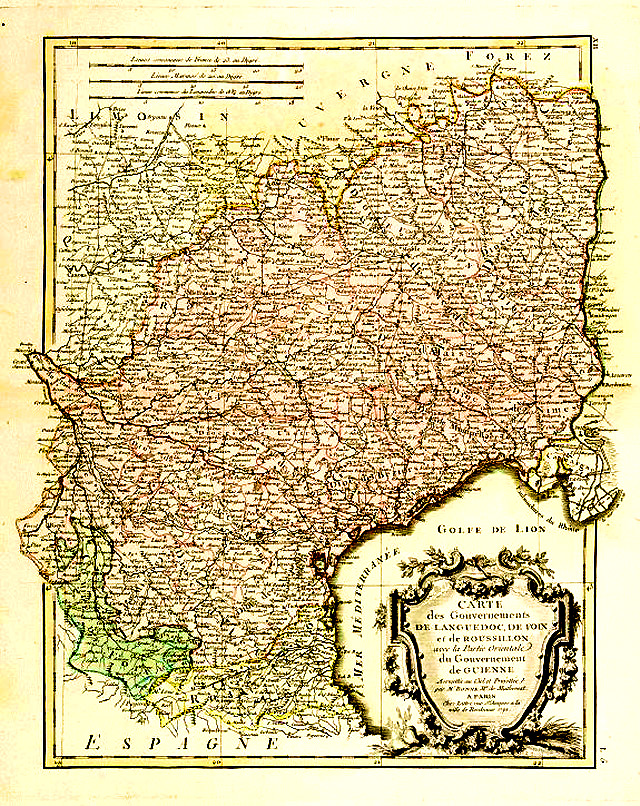
Carte des Gouvernements de Languedoc, de Foix et de Roussillon par Rigobert Bonne (1727-1795), Paris, vers 1783

La région est incluse dans la Celtique méditerranéenne,. Vers la fin du IIIe siècle av. J.-C. un peuple celtique, les Volques, prend ses quartiers dans la région du Rhône à la Garonne, des Cévennes aux Pyrénées. Ils ont pour capitales Toulouse et Nîmes. On assiste à une première structuration du territoire.
Ils pactisent avec les Romains dès le Ier siècle av. J.-C.
Narbonne est créé pour pacifier la province en - 118 et devient la capitale de la Narbonnaise.
Au début du Ve siècle, les Vandales envahissent la province puis les Wisigoths s'y installent.
La région de Narbonne comme la péninsule ibérique reste wisigothe jusqu'à sa conquête par les Maures entre 719 (chute de Narbonne) et 725 (chute de Carcassonne et de Nîmes). Narbonne devient alors la capitale d'une des cinq provinces d'Al-Andalus dirigées par un wâli pendant près de quarante ans.
La région est conquise par Pépin le Bref (chute de Narbonne en 759), qui en fait le marquisat de Gothie, incluse dans le royaume d'Aquitaine créé en 778. Ce vaste territoire englobe tout le sud du Rhône jusqu'à l'Atlantique et est légué par Charlemagne à son fils Louis le Pieux en 781. L'administration est confiée aux comtes de Toulouse.
À l'époque féodale a lieu une grande fragmentation politique : les comtés de Roussillon et de Cerdagne passent dans l'orbite du royaume d'Aragon, alors que le Bas-Languedoc passe sous la domination de la maison Trencavel et leurs rivaux les comtes de Toulouse.
Raimond IV dit Raimond de Saint Gilles (1042-1115) atteint par mariage l'objectif de réunification en agrandissant son état au comté de Rouergue, de Nîmes, de Narbonne, du Gévaudan, d'Agde, de Béziers et d'Uzès.

La province du Languedoc dans ses limites du XVIII et les communes et départements actuels.

La lutte contre le catharisme et la croisade des albigeois entraîne l'extinction de la dynastie des comtes de Toulouse. La province est réunie au royaume de France en 1271, à l'exception de Montpellier restée sous l'influence de la Maison d'Aragon puis de Majorque, et qui ne sera rattachée au Royaume de France qu'en 1349. De là est né le Languedoc royal qui va persister jusqu'à la Révolution française.
Le traité de Corbeil a entériné en 1258 la division avec les territoires du Sud de la région. Les Corbières formèrent la frontière entre le royaume de France et le royaume d'Aragon.
En 1659, le traité des Pyrénées entraine l'annexion du Roussillon et le Nord de la Cerdagne au royaume de France.
Aujourd'hui encore, le découpage régional est parfois contesté : l'appellation Languedoc rappelle encore la province dont la capitale était Toulouse, ville qui maintient d'ailleurs une certaine influence sur la partie nord-ouest de l'Aude. A contrario, ce découpage ne prend pas en compte l'influence de la ville de Montpellier sur la partie sud de l'Aveyron, notamment sur la région millavoise.

## Emblèmes

### Armes non officielles
| Blason du Languedoc-Roussillon | Les armes se décrivent : De gueules au franc-quartier senestre en pointe d'or à quatre pals de gueules, et à la croix d'or vidée, cléchée et remplie de gueules brochant sur le tout. |

Le fait de faire brocher une croix d'or et de gueules sur un franc-quartier des mêmes métal et émail n'est pas correct. De même, le fait de placer l'écu de Catalogne en pointe et à senestre ne s'explique peut-être que par une influence, probablement inconsciente, des armes personnelles adoptées en 1978 par le pape Jean-Paul II. Le dessin du blason est probablement erroné : au lieu « d'or à quatre pals de gueules » qui est de Catalogne, il présente incompréhensiblement « palé d'or et de gueules de huit pièces ».[réf. nécessaire]

### Logotypes

Logo du conseil régional de 1986 à 1988.
Logo du conseil régional de 1988 à 2004.
Logo du conseil régional de juin 2004 à octobre 2005.
Logo du conseil régional d'octobre 2005 à décembre 2015.

Sept soleils réunis en un seul composent le logotype de la région. Ils symbolisent son rayonnement, son mouvement, son avenir. Le logotype est constitué d'un fond rouge, du motif des sept soleils, et de l'appellation « la Région Languedoc Roussillon ».
Les couleurs or et rouge sont empruntées aux blasons des comtes de Toulouse et des comtes de Barcelone, symbolisant la fusion des identités occitane et catalane de la Région

## Administration

### Découpage administratif
La région Languedoc-Roussillon comportait cinq départements : l'Aude, le Gard, l'Hérault, la Lozère et les Pyrénées-Orientales. Elle avait pour chef-lieu Montpellier, qui est également chef-lieu de l'Hérault.
Celui-ci compte deux chefs-lieux d'arrondissement, Béziers et Lodève. Le département de l'Aude a pour chef-lieu Carcassonne et pour chefs-lieux d'arrondissement Limoux et Narbonne. Le département du Gard, dont le chef-lieu est Nîmes, a deux chefs-lieux d'arrondissement : Alès et Le Vigan. Le département de la Lozère a pour chef-lieu Mende et pour seul chef-lieu d'arrondissement Florac. Enfin, les Pyrénées-Orientales ont Perpignan pour chef-lieu, Céret et Prades pour chefs-lieux d'arrondissement.
Languedoc-Roussillon
- Superficie : 27 376 km2
- Population : 2 836 570 habitants (janvier 2019)
- Préfecture régionale : Montpellier
- Préfectures : Carcassonne, Nîmes, Mende et Perpignan
- Nombre d'arrondissements : 14
- Nombre de cantons : 186
- Nombre de communes : 1546
- Densité : 96 hab/km2
- Population active : 940 350 habitants
- PIB régional : 60 523 millions d’euros (3,3 % du PIB national)
- Spécialités industrielles : chimie, agroalimentaires, pharmaceutique et nucléaire
- Agriculture : vin, fruits, légumes, fleurs et plantes et céréales

| Département | Département         | Superficie | Population | Préfecture  | Sous-préfectures   | Densité     |
| ----------- | ------------------- | ---------- | ---------- | ----------- | ------------------ | ----------- |
| 11          | Aude                | 6 139 km2  | 356 467    | Carcassonne | Limoux et Narbonne | 58 hab/km2  |
| 30          | Gard                | 5 853 km2  | 709 700    | Nîmes       | Alès et Le Vigan   | 121 hab/km2 |
| 34          | Hérault             | 6 101 km2  | 1 044 558  | Montpellier | Béziers et Lodève  | 171 hab/km2 |
| 48          | Lozère              | 5 167 km2  | 77 082     | Mende       | Florac             | 15 hab/km2  |
| 66          | Pyrénées-Orientales | 4 116 km2  | 448 543    | Perpignan   | Céret et Prades    | 109 hab/km2 |

### Extrêmes géographiques
- La commune la plus au nord est Paulhac-en-Margeride (Lozère)
- La commune la plus au sud est Lamanère (Pyrénées-Orientales)
- La commune la plus à l'est est Villeneuve-lès-Avignon (Gard)
- La commune la plus à l'ouest est Molandier (Aude)

La commune la plus peuplée est Montpellier dans l'Hérault (281 613 habitants) et la moins peuplée est Caunette-sur-Lauquet dans l'Aude (4 habitants).
La commune la plus vaste en superficie est Narbonne dans l'Aude (17 296 hectares) et la plus petite est Mont-Louis dans les Pyrénées-Orientales (39 hectares).
Le point culminant est le Pic Carlit dans les Pyrénées-Orientales (2 921 m).

## Politique

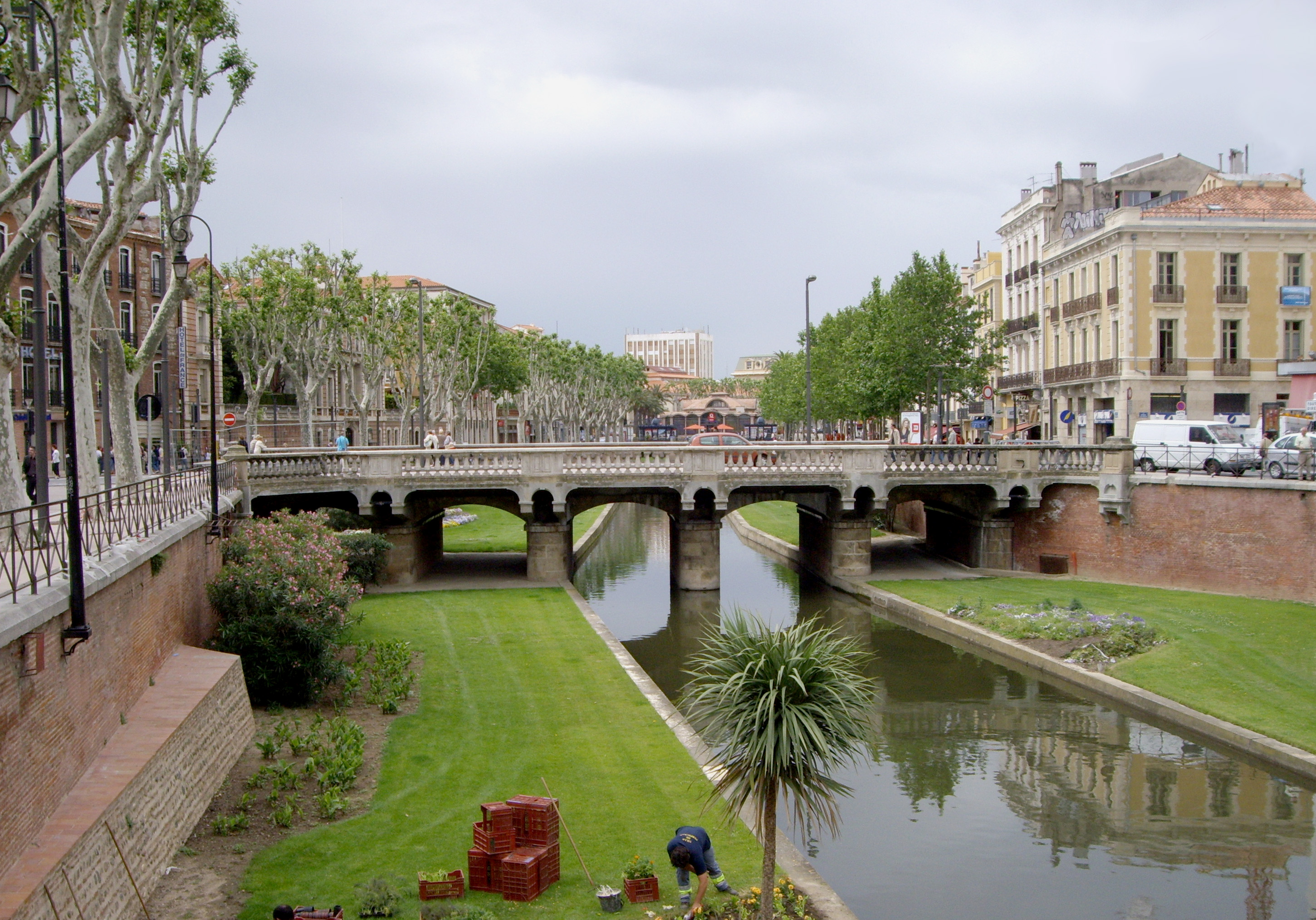
Perpignan.

La politique en Languedoc-Roussillon est longtemps dominée par l'opposition entre deux personnages : Jacques Blanc (président du conseil régional pendant dix-huit ans) et Georges Frêche, son adversaire socialiste qui lui succède en mars 2004. Les ministres Claude Allègre et Jean-Claude Gayssot sont originaires de la région.
Maires des principales villes :
- Montpellier : Michaël Delafosse (PS)
- Nîmes : Jean-Paul Fournier (UMP, sénateur)
- Perpignan : Louis Aliot (RN / FN)
- Béziers : Robert Ménard (SE soutenu par DLR, le MPF, RPF et le FN)
- Narbonne : Didier Mouly (DVD)
- Carcassonne : Gérard Larrat (DVD)
- Sète : François Commeinhes (UMP, conseiller général)
- Alès : Max Roustan (UMP)
- Lunel : Claude Arnaud (DVD)
- Agde : Gilles d'Ettore (UMP)
- Bagnols-sur-Cèze : Jean-Christian Rey (PS, conseiller régional)
- Mende : Alain Bertrand (PS, sénateur)

### Vie politique dans le Languedoc-Roussillon
| Élection / collectivités                  | Droite                    | Gauche                      |
| ----------------------------------------- | ------------------------- | --------------------------- |
| Élection présidentielle de 2012 (2d tour) | 48,84 % (Nicolas Sarkozy) | 51,16 % (François Hollande) |
| Conseil régional (2010)                   | 23 (UMP-NC-DVD)           | 44 (PS-PRG-EELV-PCF-DVG)    |
| Conseils départementaux (2015)            | 0                         | 5                           |
| Députés (2012)                            | 4                         | 19                          |
| Sénateurs (2011)                          | 4                         | 8                           |
| Villes chefs-lieux de département (2014)  | 3                         | 2                           |

## Géographie

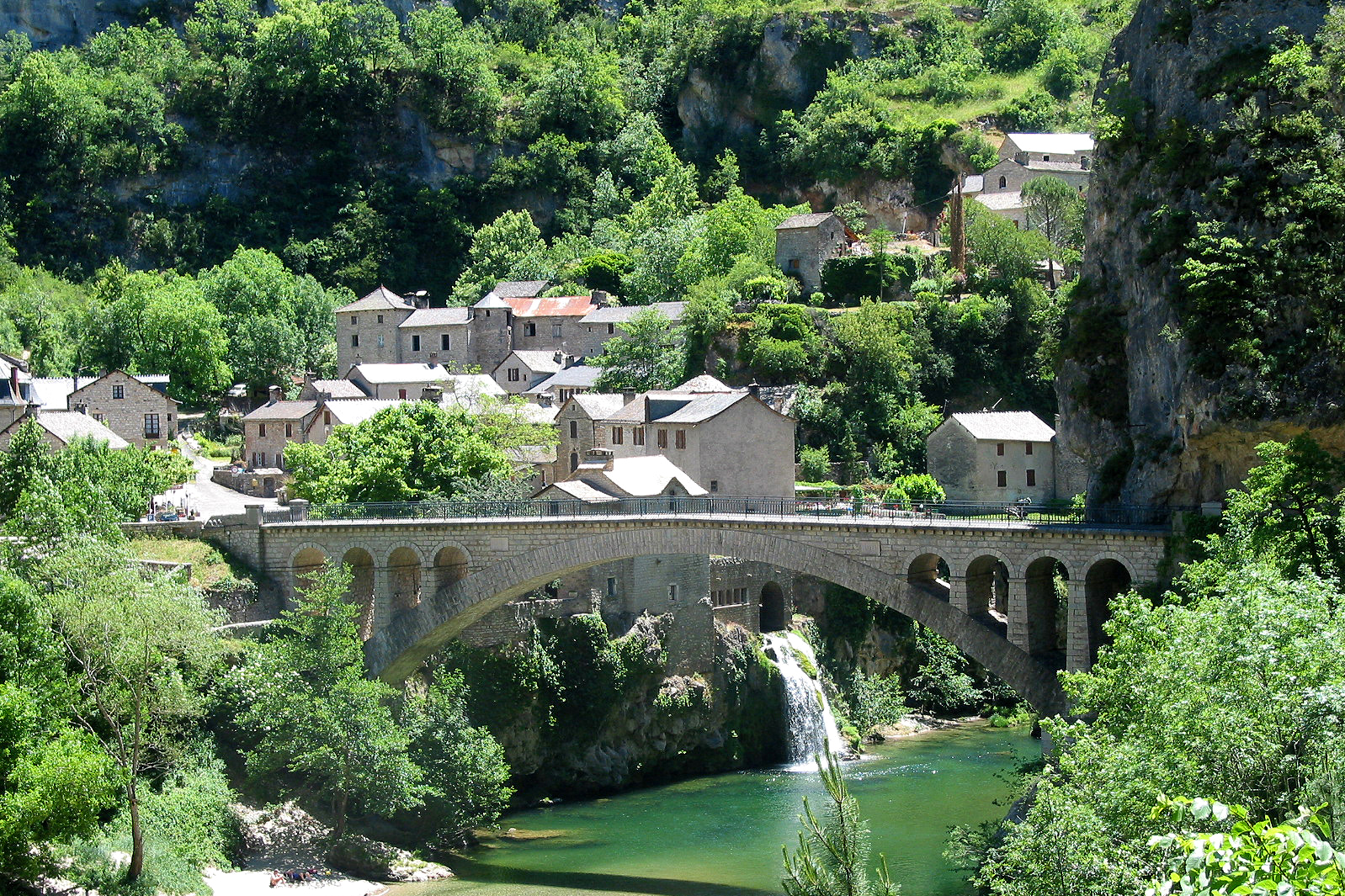
Saint-Chély-du-Tarn dans les Gorges du Tarn.

La région Languedoc-Roussillon s'étend sur des ensembles naturels distincts et se trouve être le résultat d'un découpage administratif qui fait abstraction de l'histoire du Languedoc, jadis composé de deux sous-ensembles, le Haut-Languedoc qui correspond dans les grandes lignes à la région Midi-Pyrénées et le Bas-Languedoc qui correspond à la région Languedoc-Roussillon actuelle.
La plaine littorale contraste avec les zones montagneuses de la moyenne montagne cévenole aux Pyrénées en passant par les Grands Causses. Les côtes rocheuses des Pyrénées alternent avec les longues plages de sable protégeant de vastes étangs (étang de Thau, de Vendres, du Méjean, etc.).

## Climat

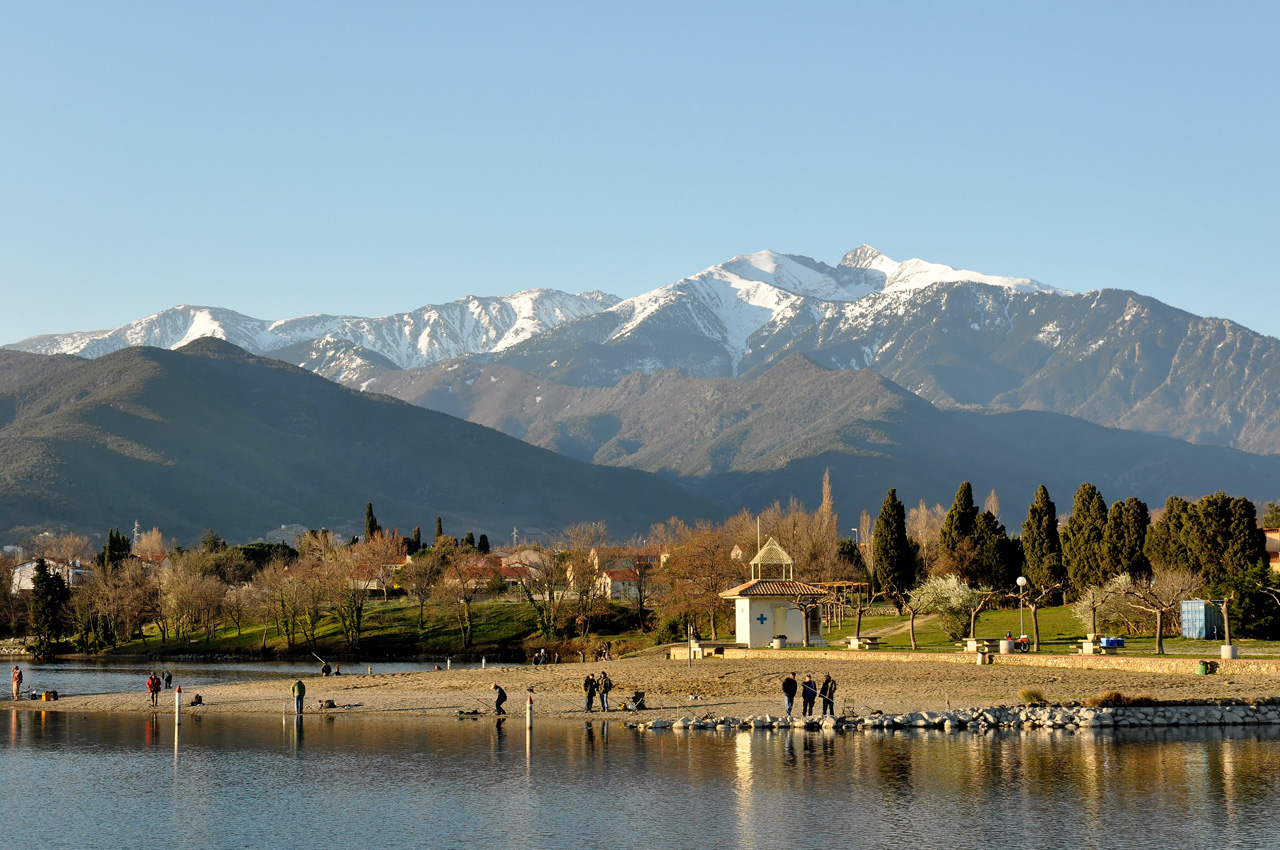
Vinça et le pic du Canigou dans les Pyrénées-Orientales.

L'unité de la région Languedoc-Roussillon est davantage climatique que géographique, malgré des nuances sensibles. La région relève majoritairement du climat méditerranéen.
La principale nuance de climat méditerranéen est constituée par les Causses de Lozère, où l'hiver est très rigoureux, ponctué même quelquefois de véritables tempêtes de neige. Les températures d'été elles-mêmes ne sont pas excessives, sauf dans le fond des gorges. Le prolongement naturel de ces reliefs, les Cévennes, est, quant à lui, fortement arrosé. Cette barrière montagneuse est la première rencontrée par les pluies méditerranéennes, qui s'y déversent. Ainsi, le massif de l'Aigoual, qui reçoit plus de 2 m d'eau par an (avec un record européen de 950 mm en 24h), reste même frais en été.
L'Aubrac et la Margeride présentent respectivement des influences océaniques et semi-continentales.
Le climat de l'Aubrac n'apparaît pas méditerranéen mais plutôt océanique de montagne à influence méditerranéenne (comme la Planèze de Saint-Flour).
En revanche, le bas Languedoc-Roussillon ont en commun des étés très chauds. La moyenne des températures des mois d'été est la plus élevée de France à Perpignan (22,3 °C), mais Montpellier n'est pas en reste avec 23,7 °C en juillet et des records allant jusqu'à 37,5 °C,. Le nombre d'heures d'ensoleillement est exceptionnel avec un record à Montpellier de 369 heures d'insolation en juillet. À l'inverse, les hivers sont doux (Perpignan : 6,7 °C en janvier, Montpellier : 5,6 °C), même si la violence des vents continentaux (mistral (à l'est de Montpellier) et tramontane (à l'ouest de Montpellier)), desséchants et froids, peut brutalement faire varier les températures d'hiver et des intersaisons.
Les précipitations sont caractéristiques elles aussi du climat méditerranéen puisqu'elles se produisent pour l'essentiel aux intersaisons et sous forme d'averses violentes; il pleut davantage à Montpellier qu'à Paris et à peine moins qu'à Brest, mais ces pluies sont concentrées sur un nombre de jours inférieurs de moitié (752 mm en 90 jours à Montpellier; 440 mm annuels à Salses, en Roussillon). Ces pluies brutales peuvent être dramatiques pour les sols après une longue période de sécheresse, ravinant la terre et provoquant des inondations. Le Vidourle déborde régulièrement à Sommières.
Ces caractéristiques méditerranéennes sont même largement partagées par les reliefs pyrénéens du sud de la région, où elles pénètrent par les vallées. Ainsi la Cerdagne ou le Vallespir bénéficient, elles aussi, d'un ensoleillement remarquable. Les hautes montagnes ne connaissent qu'un enneigement tardif.

## Transport

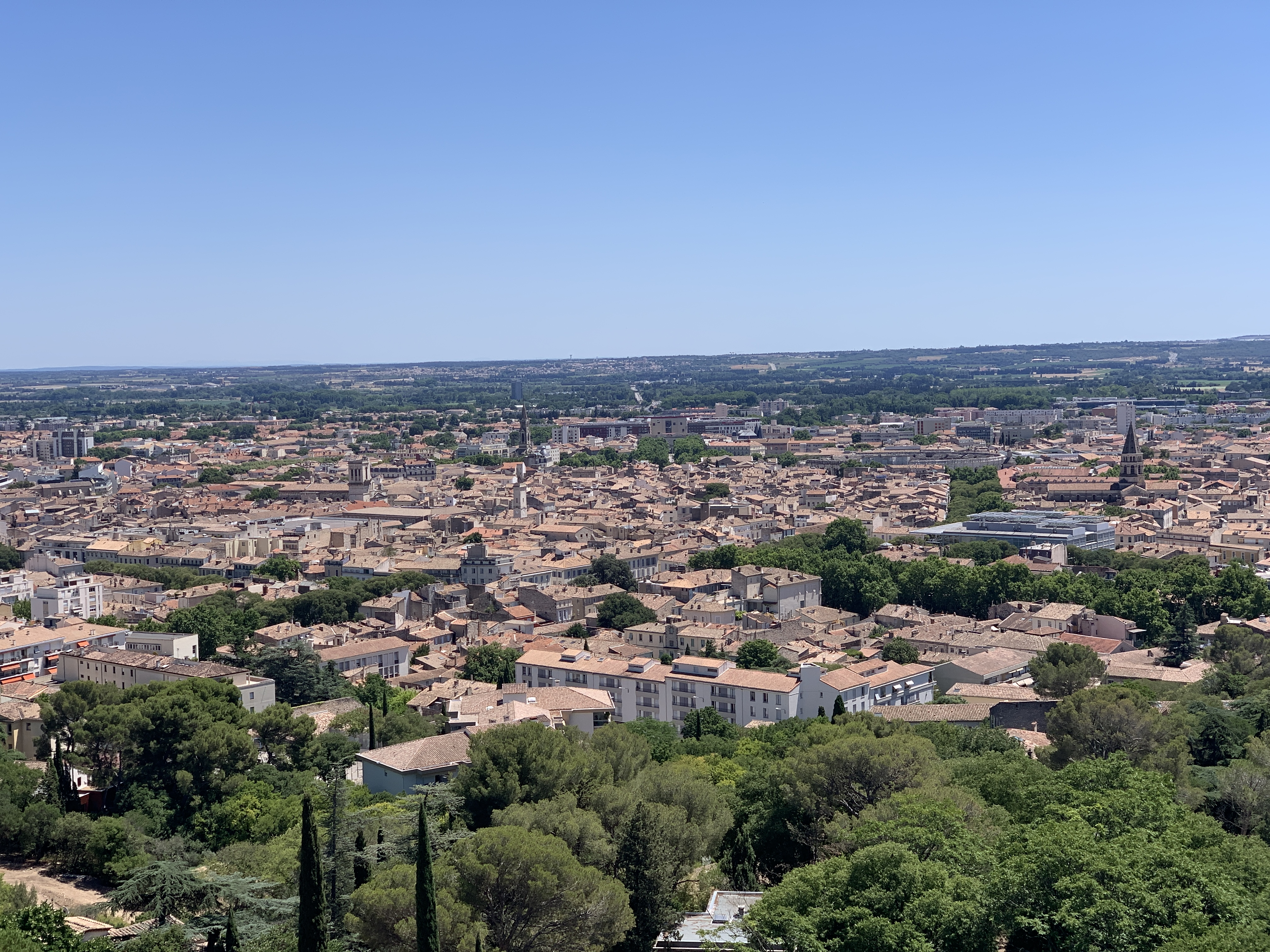
Nîmes.

La plupart des agglomérations ou communautés de communes ont fédéré leur transport de personnes.
- Montpellier Méditerranée Métropole, comptant 31 communes, compte 4 lignes de tramway et 36 lignes de bus (Transports de l'agglomération de Montpellier).
- Nîmes Métropole, qui compte 27 communes, compte un bus à haut niveau de service T1 ou Tango+, 10 lignes urbaines et 12 lignes péri-urbaines (Tango).
- Perpignan Méditerranée Métropole, comptant 36 communes, compte une trentaine de lignes de bus, dont trois lignes de bus à haut niveau de service (Compagnie de transports Perpignan Méditerranée).
- Béziers Méditerranée, qui compte 13 communes, compte 25 lignes de bus (Béziers Méditerranée Transports).
- Le doublement à quatre voies de l'autoroute A9 entre Montpellier et Saint-Jean-de-Védas, est en construction pour une mise en service prévue en juin 2017[10].
- Actuellement[Quand ?], sont en travaux la quasi-totalité des ponts de l'autoroute A9 dans les Pyrénées-Orientales afin de l'élargir dans l'ensemble de ce département à 2 fois 3 voies.

## Économie
L'économie du Languedoc-Roussillon repose sur plusieurs secteurs :
- la construction
- les services publics
  - le secteur de la santé avec deux CHU (Montpellier et Nîmes) présents dans la recherche en oncologie, en prévention de l'asthme, de la prise en charge des adolescents et jeunes adultes en grande difficulté, en cardiologie…
  - l'enseignement supérieur avec 4 universités et environ 70 000 étudiants :
    - Université de Montpellier (fusion de l'Université Montpellier 1 et l'Université Montpellier 2)
    - Université Paul-Valéry-Montpellier
    - Université de Nîmes
    - Université de Perpignan

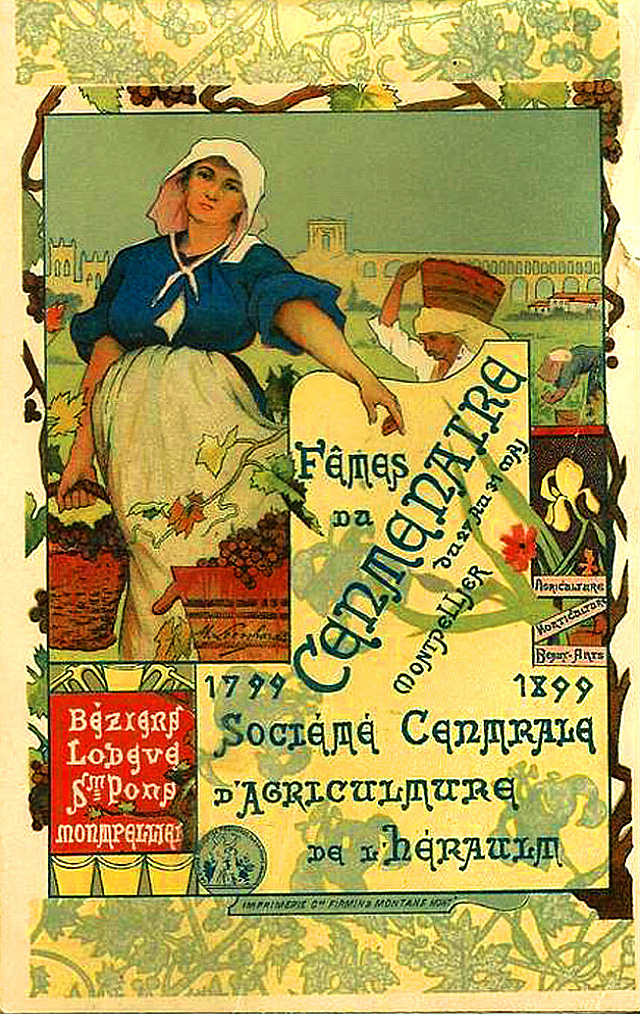
Fête du centenaire de la société d'agriculture de l'Hérault en 1899

Outre les universités, la région Languedoc-Roussillon dispose de structures de soutien à l'innovation (Languedoc Roussillon incubation, Innov'up, NRCT Technopole…).
- les services aux particuliers
- le tourisme, le Languedoc-Roussillon se distingue par sa forte fréquentation touristique ; c'est la seconde région de résidences secondaires, pour le parc de logements et la première région pour l'hôtellerie de plein air
- et dans une moindre mesure l'industrie et le commerce.
- la viticulture

Le vignoble du Languedoc-Roussillon est la première région viticole de France, même si la part des emplois y diminue. On admet que la vigne existe dans le sud de la France depuis le Pliocène. De plus le premier vignoble gaulois se développa autour des 2 villes : Béziers et Narbonne.
- l'oléiculture

L'oliveraie de la région cultive la Lucques.
Le chômage est l'un des taux les plus élevés de France avec 14,3 % - selon l'INSEE en janvier 2015.

## Population

### Démographie
La région connaît la plus forte croissance démographique de France, et pourrait compter environ 3 300 000 habitants en 2030, soit une hausse de 36 % par rapport à 2000. Cette hausse est surtout due aux migrations internes, l'accroissement naturel étant plutôt faible.
Avec l’allongement de l’espérance de vie et l’arrivée aux âges élevés des générations nombreuses du baby-boom, d’après les estimations de population de l’Insee pour 2013, soit 10,42 % (vs 9,15 % en France métropolitaine). Ce sont les Pyrénées-Orientales qui comptent la plus grande part de personnes âgées (12,10 % de plus de 75 ans). Le Gard et l’Hérault sont les départements « les moins âgés », mais ils ont vocation à « vieillir » fortement dans les prochaines années. D’ici à 2020, le nombre de personnes âgées de plus de 75 ans devrait augmenter de 12 % dans l’ensemble de la région.

### Les résidences secondaires
Ce tableau indique les communes de Languedoc-Roussillon qui comptaient en 2008 plus de 3 000 résidences secondaires.
| Ville                          | département         | Rés. secondaires |
| ------------------------------ | ------------------- | ---------------- |
| Agde (Le Cap-d'Agde)           | Hérault             | 30 349           |
| Le Grau-du-Roi (Port-Camargue) | Gard                | 18 238           |
| La Grande-Motte                | Hérault             | 16 280           |
| Le Barcarès                    | Pyrénées-Orientales | 14 839           |
| Leucate                        | Aude                | 13 482           |
| Argelès-sur-Mer                | Pyrénées-Orientales | 10 856           |
| Gruissan                       | Aude                | 10 305           |
| Saint-Cyprien                  | Pyrénées-Orientales | 10 273           |
| Canet-en-Roussillon            | Pyrénées-Orientales | 8 104            |
| Fleury                         | Aude                | 7 381            |
| Vias                           | Hérault             | 7 123            |
| Valras-Plage                   | Hérault             | 6 435            |
| Sète                           | Hérault             | 5 819            |
| Marseillan                     | Hérault             | 5 526            |
| Narbonne                       | Aude                | 5 304            |
| Montpellier                    | Hérault             | 5 136            |
| Port-la-Nouvelle               | Aude                | 4 573            |
| Palavas-les-Flots              | Hérault             | 4 389            |
| Sérignan                       | Hérault             | 4 197            |
| Font-Romeu-Odeillo-Via         | Pyrénées-Orientales | 3 952            |
| Balaruc-les-Bains              | Hérault             | 3 585            |
| Mauguio (Carnon Plage)         | Hérault             | 3 510            |
| Les Angles                     | Pyrénées-Orientales | 3 349            |

## Médias
Télévision et radio
- Les principales chaînes de télévision locales de la région sont France 3 Languedoc-Roussillon et TV SUD.
- RTS FM, France Bleu Hérault, France Bleu Gard Lozère, France Bleu Roussillon, Divergence FM, Radio Aviva, l'Eko des garrigues, Radio Clapas, RCF Maguelone émettent dans la région.
- La première radio occitane du Languedoc-Roussillon est Ràdio Lenga d'òc, 95.5 FM. Elle existe depuis 2003 et émet depuis Narbonne (Aude)[16]. Narbonne possède également une radio propre à la ville : Radio Narbonne. RTS FM, radio locale indépendante, diffuse quant à elle ses programmes sur le territoire régional[17].

Presse écrite
- Le journal Midi libre paraît quotidiennement en Languedoc Roussillon[18].
- La Gazette de Montpellier et ses variantes nîmoise et sétoise sont imprimées hebdomadairement[19].
- Le quotidien L'Indépendant paraît dans l'Aude et les Pyrénées-Orientales. La Dépêche du Midi paraît quant à elle dans l'Aude.
- Les quotidiens gratuits 20minutes: Édition Montpellier et Direct Montpellier plus, sont disponibles aux bornes des arrêts de tram (TAM).

Presse en ligne
- Metropolitain [20]

## Culture

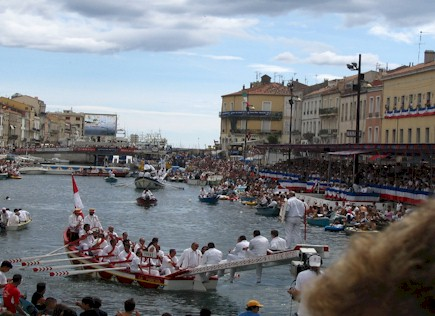
Joute nautique à Sète

De nouvelles pratiques culturelles mettent en valeur les traditions locales, les lieux, terroirs, pratiques locales (sports, langue d'oc…) telles les joutes ou bien la course camarguaise. Elles contribuent à animer et perpétuer les fêtes votives et à développer l'aménagement du territoire. On trouve aussi de nouvelles formules telles les randonnées vigneronnes, ou des festivals de sports et arts de la rue (fanfares, théâtre). Plusieurs festivals de cinéma, de musique, arts vivants, issus de la décentralisation et créés depuis les années 1980, animent la région.
Plus traditionnels, de nombreux musées, opéras et autres lieux culturels, répartis sur le territoire ont été créés ou rénovés.

### Nouvelles pratiques culturelles
Les randonnées ou festivals faisant parcourir et découvrir un terroir associé à un territoire, illustrent ces nouvelles pratiques culturelles
- Les randonnées vigneronnes : les vignes buissonnières au pic Saint-Loup.
- Grâce à ses capacités foncières à accueillir de nouvelles rencontres, la région accueille notamment :.
  - Les troubadours chantent l'Art Roman et offrent des spectacles de mai à novembre.
  - le festival international des sports extrêmes (le FISE) ;
  - des fêtes de cinéma en plein air ;
  - des festivals d'arts vivant tel que fanfares, théâtre…
- Le Festival des Architectures Vives invite des équipes de jeunes architectes ainsi qu’une université à réaliser des architectures éphémères, dans les cours des hôtels particuliers situés dans l’Écusson de Montpellier.

## Les festivals dans la région

### Musique
- L'opéra national et l'orchestre national de Montpellier programment des représentations et des concerts tout au long de l'année.
- Le festival Radio France Hérault a lieu la deuxième quinzaine de juillet, à Montpellier et son agglomération ainsi que dans toute la région. Certains concerts sont gratuits : musique classique, jazz, reggae, musiques électroniques.
- Le festival de musiques sacrées à Villeneuve-lès-Maguelone.
- Le festival d'Opérettes de Lamalou-les-Bains[21].
- Le festival de musique du Vigan.
- Le festival de jazz international de Conilhac-Corbières.
- Le festival Pézenas enchantée à Pézenas, en octobre, qui rassemble de nouveaux talents d'art lyrique.
- Le festival des fanfares a lieu à Montpellier début juin dans le quartier des beaux Arts.
- Le festival de jazz dans les carrières de Junas.
- Le festival piano sous les arbres de Lunel-Viel se déroule fin août.
- Le festival de jazz et celui de mandoline de Lunel[22].
- Le festival de flamenco de Nîmes se déroule en janvier[23].

### Cinéma
Louis Feuillade est un réalisateur français du début du XXe siècle, il est né à Lunel en 1873.

#### Dans l'Hérault
- Les pêcheurs de lune, festival de films méditerranéens à Lunel qui a lieu depuis une trentaine d'années
- Le festival du film méditerranéen de fin octobre à début novembre[24].
- Le festival du film chrétien, en janvier.
- Rencontres Cinématographiques de Pézenas, mi-février.
- Les cinémas indépendants Diagonal et Utopia Campus

#### Dans le Gard
- Le festival du film court d' Aigues-Vives, dans le Gard
- Le Festival Cinéma d'Alès Itinérances en mars[25].
- Le festival du film documentaire de Lasalle en mai[26].

#### Dans les Pyrénées Orientales
- Le festival Confrontation à Perpignan, en avril, organisé par l'Institut Jean Vigo, en avril
- Les Cinérencontres de Prades[27], en juillet
- Les Rencontres Cinémaginaire d'Argelès-sur-Mer, en mai

#### Quelques films tournés en région
- - J'ai oublié de te dire..., tourné en 2008 en Roussillon, sorti en 2009-2010.
  - Le Bruit des glaçons est un film de Bertrand Blier tourné à Sète, à Nîmes mais également à Anduze en 2009 et 2010.
  - 36 Vues du pic Saint-Loup est un film franco-italien réalisé par Jacques Rivette en 2008 et sorti sur les écrans le 9 septembre 2009.
  - Les Plages d'Agnès, sorti en décembre 2008 : Agnès Varda a posé ses caméras sur la plage de Sète.
  - La Graine et le Mulet d'Abdellatif Kechiche, primé aux European Film Awards en 2007, a été tourné à Sète
  - L'Emmerdeur
  - Nos enfants nous accuseront a été tourné dans le Gard, à Barjac
  - Le Corniaud
  - Didier
  - Les Visiteurs
  - Le Salaire de la peur, film culte d'Édouard Molinaro
  - Deux Hommes dans la ville
  - Un beau dimanche 
  - Deux (film, 2019)
  - La Traversée (film, 2022) 
  - Antoinette dans les Cévennes
  - Josep (film)

## Théâtre
- Dans l'Aude
  - Festival de Carcassonne (Aude)
- Dans l'Hérault
  - le Printemps des comédiens a été créé en 1986
  - le Théâtre de pierres à Fouzilhon
  - Festi'Lune à Lunel
  - les Estivales de Grabels
- Festival théâtre en liberté Montferrier-sur-Lez
- Dans le Gard
  - Villeneuve en scène à Villeneuve-lez-Avignon
  - le Festival du conte en Uzège
  - Cratère Surface à Alès
- Dans les Pyrénées-Orientales
  - Estivales de Perpignan (Pyrénées-Orientales)

## Poésie
- Voix vives en méditerranée à Sète

## Peinture et sculpture
- Frédéric Bazille (1841-1870), peintre français,
- George-Daniel de Monfreid (1856-1929), peintre français,
- Aristide Maillol (1861-1944), sculpteur français,
- Jean Hugo (1894-1984), peintre français,
- François Desnoyer (1894-1972), résidant de 1957 à 1972 à Saint-Cyprien (Pyrénées-Orientales),
- René Iché (1897-1954), sculpteur français,
- Germaine Richier (1902-1959), sculpteur français,
- Pierre Soulages (né en 1919), peintre français, installé à Sète (Hérault) depuis plusieurs décennies.

## Musées
- À Alès, le musée Pierre-André-Benoit, la mine témoin ;
- À Bagnols-sur-Cèze, le musée Albert-André et le musée Léon-Alègre ;
- À Béziers, le musée du Biterrois, le musée des Beaux Arts (Fabrégat) ;
- À Céret, le musée d'art moderne et sa collection Picasso ;
- À Carcassonne, le musée des beaux-arts ;
- À Cazouls-lès-Béziers, le Musée des Émile vignerons ;
- À Collioure, le musée d'art moderne ;
- À Hérépian musée des cloches et de la sonaille ;
- À La Grand-Combe, la maison du mineur ;
- À Lattes, le musée Lattara d'archéologie de Montpellier Agglomération ;
- Au Vigan, le musée Cévenol ;
- À Lodève, le musée Fleury ;
- À Montpellier, le musée Fabre possède notamment les collections de Pierre Soulages ;
- À Narbonne, musée d'Art et le musée archéologique, musée lapidaire à Notre-Dame de Lamourguier ;
- À Nîmes, le Carré d'art et quatre autres musées[28] ;
- À Nissan-lez-Enserune, l'Oppidum romain (musée et site) ;
- À Palavas-les-Flots, le musée Albert Dubout ;
- À Pézenas, le musée de Vulliod Saint-Germain qui regroupe des collections autour de l'histoire de la ville. Dans la salle consacrée à Molière, trône le fauteuil de l'homme de théâtre. Des expositions temporaires sont organisées par l'association Les Amis de Pézenas ;
- À Perpignan, la ville compte six musées ;
- À Pont-Saint-Esprit, le musée d'art sacré du Gard, installé dans la Maison des Chevaliers (XIIe siècle) ;
- À Saint-Cyprien, le musée d'art catalan et le musée François Desnoyer ;
- À Sète, le Centre Régional d'Art Contemporain, le musée Georges Brassens, le musée Paul Valéry, le musée international des arts modestes(MIAM) et le Théâtre Molière - Scène Nationale de Sète et du Bassin de Thau ;
- À Uzès, le musée du bonbon ;
- À Vergèze, le musée de la source Perrier ;
- À Villeneuve-lès-Avignon, le musée Pierre-de-Luxembourg.

## L'inventaire du patrimoine culturel
L'inventaire du Canal du Midi, des vitraux, des objets, du patrimoine industriel, des caves coopératives vinicoles et des châteaux viticoles de la région a été réalisé en partenariat avec la Région Languedoc Roussillon.
L'inventaire des hôtels particuliers de Montpellier.
Une partie des vitraux de la région présentée.

### D'autres lieux culturels et touristiques
- Le Pont du Gard, la Cité de Carcassonne et à Montpellier le parc zoologique de Lunaret , qui a accueilli 700 000 personnes en 2014, sont les trois premiers sites les plus visités du Languedoc-Roussillon.
  - L'Oppidum d'Ensérune situé sur la commune de Nissan-lez-Enserune, à l'ouest de Béziers dans l'Hérault
  - L'Oppidum de Pech Maho situé à Sigean dans l'Aude
  - La cité portuaire antique de Lattara, située à Lattes dans l'Hérault
  - L'Oppidum de Nages, rempart monumental situé dans la Vaunage près de Sommières dans le Gard
- Le Canal du Midi, Canal Royal de Languedoc
- Le Castillet, Perpignan
- Le Pont du Gard
- La Cité de Carcassonne
- L'Abbaye de Saint-Guilhem-le-Désert, site culturel le plus visité de la région.
- Le littoral côtier méditerranéen de la région représente 214 km.
- Mare Nostrum, l'aquarium géant de Montpellier Agglomération, situé dans le quartier Odysseum de Montpellier
- Seaquarium, l'aquarium du Grau-du-Roi
- La serre amazonienne Parc zoologique de Lunaret situé à Montpellier
- La Réserve africaine de Sigean
- Train à vapeur des Cévennes
- Train jaune ou ligne de Cerdagne
- Bambouseraie de Prafrance
- Parc à loups du Gévaudan
- Les monuments romains de Nîmes : Tour Magne, Maison Carrée, Arènes de Nîmes.
- La Cathédrale Saint-Just-et-Saint-Pasteur de Narbonne
- Horreum romain de Narbonne

## Personnages régionaux célèbres

### Littérature
Un événement annuel réunit écrivains, éditeurs à la rencontre de leur public : la Comédie du Livre.
La lecture publique bénéficie de soutiens tel que le Centre national du livre|, avec le développement de l'intercommunalité de nombreux réseaux de Médiathèques sont apparus. Autrefois bibliothèques nous observons de nombreuses constructions, depuis les années 1990, dans et autour des principales villes de la région.
Le Centre inter-régional de développement de l'occitan se veut à la fois une Médiathèque et une vitrine de l’identité occitane, Nîmes Métropole et son réseau, Perpignan, Montpellier Méditerranée Métrolpole - Réseau des Médiathèques et Bibliothèques.

#### Écrivains de la région
- Alphonse Daudet (1840-1897), écrivain et auteur dramatique, né à Nîmes et grandit à Bezouce.
- Paul Valéry (1871-1945) écrivain, philosophe, poète et épistémologue possède un musée à Sète[35].
- Claude Simon (1913-2005), écrivain, né à Madagascar, a été élevé à Perpignan et témoigne toute sa vie d'un attachement réel à la terre catalane. Il passe une partie de ses dernières années dans sa demeure de Salses-le-Château.
- Malika Mokkedem, née en Algérie en 1949, elle continuera son doctorat de médecine, commencé à Oran, à Paris en 1977. Établie à Montpellier, elle est l'auteur de L'interdite, Je dois tout à ton oubli. Ses œuvres sont inspirées de son parcours personnel.
- Max Rouquette (1908-2005) poète et écrivain en occitan. Il créa la Fédération française de tambourin.
- Joseph Delteil (poète) (1894-1978) et écrivain (Jeanne d'Arc); il était l'ami de Georges Brassens et de Pierre Soulages.
- Robert Lafont (1923-2009), Poète et écrivain en occitan, essayiste, linguiste
- Jean Cau (1925-1993), écrivain, journaliste, Prix Goncourt 1961, né à Bram
- Jean Joubert (1928-2015), poète et écrivain, pour la jeunesse comme pour adultes, fut conquis par cette région (Arche de la parole, le chien qui savait lire). Il reçut le Prix Renaudot en 1975 pour L'Homme de sable.

Outre les nombreuses créations littéraires d'écrivains de la région dans les maisons d'éditions nationales, il existe une pépinière de maisons d'éditions implantées dans la région-même.
Citons les Éditions Verdier, créées dans l'Aude puis développées à Paris, Indigène éditions ayant publié entre autres Indignez-vous ! de Stéphane Hessel, les Éditions Jacques Brémond, l'Atelier du Gué, Au Diable Vauvert, Les temps d'art graphique, Lirabelle (éditions), 6 Pieds sous terre, etc.

#### Illustrateurs en Languedoc-Roussillon
- Albert Dubout (1905-1976) étudia à l'École des Beaux Arts de Montpellier et devint l'illustrateur de nombreux journaux nationaux, puis l'affichiste et le dessinateur. Il parodia très souvent le petit train reliant Montpellier à Palavas-les-Flots où un musée lui est dédié.

### Chanteurs
- Georges Brassens est né à Sète
- Charles Trenet est né à Narbonne
- Joanda chante la Musique occitane
- Patric chante la Musique occitane
- Olivia Ruiz, née à Carcassonne
- Cali, originaire de Vernet-les-Bains
- Boby Lapointe est né à Pézenas
- Julien Doré est né à Alès
- Ricoune, auteur-compositeur-interprète

### Humoristes
- Daniel Villanova écume la région depuis 25 ans avec ses spectacles,
- Rémi Gaillard tourne des vidéos.
- Mathieu Madénian, originaire de Saleilles

### Spectacles et festivals
- Le festival de musique classique de Radio France et Montpellier Languedoc-Roussillon Hérault se déroule en juillet
- Montpellier Danse réunit chaque été les artistes qui font l'actualité de la danse et investit le territoire régional.
- Total Festum : Manifestations occitanes et catalanes qui se déroulent partout dans la région durant tout le mois de juin.

Dans l'Hérault :
- Fiest'A Sète a lieu la première semaine d'août avec expositions, spectacles de rues, stages
- Le festival de Lunel-Viel un piano sous les arbres [36]
- Le festival Family Picnic de Montpellier [37]
- Le Printival Boby Lapointe de Pézenas, consacré à la chanson française, à la mémoire de Boby Lapointe.
- Le Jazz/Conilhac[38] festival Jazz international à Conilhac-Corbières…
- Le Worldwide Festival[39] à Sète depuis 2006 organisé par Gilles Peterson a lieu la première semaine de juillet. Le célèbre DJ invite de nombreux artistes des scènes electro, jazz, soul ou hip-hop qui se produisent en trois lieux de la ville.
- Le festival de Thau est le carrefour de la mondialisation culture[40].
- le festival Arabesques, rencontres des arts du monde arabe[41].
- le festival des Architectures vives, des expositions dans des hôtels particuliers de Montpellier.
- le festival de musique ancienne et baroque de Villeneuve-lès-Maguelone, en juin.
- le printemps des comédiens programme une vingtaine de spectacles de théâtre comiques, classiques, tragiques, contemporains, de cirque au bassin du domaine d'O, à Montpellier, en juin[42].
- Les écluses en fête, Canal du Midi, juin. Expositions, animations et dégustations investissent le site des 9 écluses de Béziers[43].
- le festival de théâtre et spectacles pour enfants, Saperlipopettes voilà enfantillages, à Montpellier[44].
- Le FISE : Festival International des Sports Extrêmes, devenu au fil des ans, un rendez-vous incontournable des fans de rollers, BMX et autres wakeboard avec la présence de nombreux professionnels d'envergure mondiale[45].

Dans l'Aude :
- le festival de la Cité de Carcassonne présente une centaine de spectacles, dont la majorité est gratuite
- les troubadours chantent l'art roman en Languedoc-Roussillon[46].
- La Sol y Fiesta, festival international des spectacles de rues à Leucate.
- Le Mondial du vent à Leucate.
- Voix d'étoiles à Leucate.
- Clap' d'Eté à Narbonne (juin, juillet et août) animations, spectacles et festivals essentiellement gratuits sur Narbonne et Narbonne-plage.
- Festival de chansons françaises Barques En Scène (gratuit fin août), à Narbonne
- Festival Musique et Histoire de Fontfroide (Narbonne)
- Festival de Jazz de l'Hospitalet (Narbonne)
- Fééries de Noël à Narbonne

Dans le Gard :
- le festival de jazz de Junas, dans le Gard, se déroule fin juillet[47].

le festival de cinéma d'Alès Itinérances au mois de mars'
- le festival d'arts de rue « Cratère surface » à Alès fin juinau début du mois de juillet[48]

Dans les Pyrénées-Orientales :
- Le festival Les Déferlantes d'Argelès qui se passe au château de Valmy
- Le festival international « Visa pour l'Image » de photojournalisme de Perpignan se déroule début septembre[49]

### Danses régionales
Le Balèti se danse en Provence et en Languedoc.

### Langues régionales
Dans le Languedoc, on parle le languedocien, dialecte de l'occitan. Dans le Roussillon, la langue régionale est le catalan, langue commune avec la principauté d'Andorre et les régions espagnoles de Catalogne, Valence et Baléares.
La ville de Béziers abrite le CIRDOC, plus grand centre de documentation et de recherche sur la langue et la culture occitane.

## Religion
Le catholicisme est la religion la plus représentée dans la région, notamment au niveau des monuments historiques et des associations. La Province ecclésiastique de Montpellier correspond à la région administrative. La région est riche de 16 cathédrales ou anciennes cathédrales (Agde, Alès, Alet-les-Bains, Béziers, Carcassonne, Elne, Lodève, Mende, Montpellier, Narbonne, Nîmes, Perpignan, Saint-Papoul, Saint-Pons-de-Thomières, Uzès, Villeneuve-lès-Maguelone).
Le protestantisme est bien représenté dans la région, notamment dans le bastion huguenot des Cévennes. La région Cévennes-Languedoc-Roussillon de l'Église protestante unie regroupe le Gard, la Lozère, l’Hérault, l’Aude, les Pyrénées-Orientales ainsi que la partie est de l’Aveyron. C'est une région importante par sa population protestante (environ 20 000 foyers), mais l’une des moins étendues de l’Église protestante unie de France. Outre cette église majoritaire, la région compte depuis le XIXe siècle une variété d'Églises libres, réformées évangéliques, baptistes, méthodistes et pentecôtistes. Fidèle à une longue tradition de diaconat, le protestantisme régional entretient de multiples œuvres et institutions : maisons de santé, maisons de retraite, de repos et de vacances, lieux de rencontre et de réflexion comme le Centre de Rencontre Étudiants 665 route de Mende à Montpellier, le Centre Animation Rencontre Tourisme à Sommières, la Maison du Protestantisme à Nîmes. Le riche historique protestant régional est accessible au Musée du Désert à Mialet, près d'Anduze (Gard) et à la Tour de Constance à Aigues-Mortes. Enfin, c'est à la Faculté de théologie protestante de Montpellier que les pasteurs de l'Église protestante unie terminent leur formation avec l'obtention du master en théologie protestante.
Le judaïsme est présent depuis le Moyen Âge avec des communautés importantes fuyant les Almohades, à Narbonne, Béziers. Les juifs sont ainsi cités dans le testament de Guilhem V de Montpellier. L’islam est également présent à la même époque. Il est à nouveau présent après une longue interruption.
Le catharisme est apparu dans la région au milieu du XIIe siècle, dans l’Aude.

## Sports
La région Languedoc-Roussillon a organisé les jeux méditerranéens de 1993.

### Sports extrêmes
La région accueille chaque année depuis 1997 le FISE, Festival international des sports extrêmes.

### Handball
- Le club de Montpellier a remporté de nombreux titres : une Ligue des Champions en 2003, 2 trophées des champions, 14 titres de Champions de France, 12 Coupes de France, 9 Coupes de la Ligue.

Le club, devenu « Montpellier Agglomération Handball » en 2007, puis MHB, a le même entraîneur, Patrice Canayer, depuis une vingtaine d'années.
- Le club de Nîmes, l'USAM Nîmes, a remporté 7 titres : 4 titres de Champions de France, 3 Coupes de France[53].
- Les féminines du Handball Cercle Nîmes ont remporté deux Challenge Cup.

### Rugby à XV
- L'Association sportive de Béziers Hérault (ASBH) a été 11 fois Champion de France et a remporté 4 challenges Yves du Manoir, il évolue en 2021 en Pro D2.
- L'Union sportive arlequins perpignanais (USAP) a été 7 fois Champion de France, la dernière fois en 2009, a remporté trois challenges Yves du Manoir et a été vice-champion d'Europe en 2003, il évolue en 2021 en TOP 14.
- Le Racing Club Narbonnais (RCN) a été 2 fois Champion de France, a remporté 9 challenges Yves du Manoir et fut finaliste du bouclier européen en 2001, il évolue en 2021 en Pro D2.
- Le Montpellier Hérault rugby (MHR), vainqueur du Bouclier européen en 2004, il évolue en 2021 en Top 14. Il devient vainqueur du Bouclier de Brennus pour la première fois de son histoire lors de la saison 2021-2022.

Plusieurs joueurs de la région jouent en équipe de France : Nicolas Mas, Fulgence Ouedraogo et François Trinh-Duc du Montpellier HR.

### Rugby à XIII
- Les Dragons Catalans jouent, depuis 2006, dans le championnat de Super League.

### Tennis
- La Région Languedoc-Roussillon et la Communauté d'agglomération Montpellier Agglomération désormais Montpellier Métropole organisent le Tournoi de tennis de Montpellier, reprise du Tournoi de tennis de Lyon, pour la première édition dans la Région en 2010.
- Virginie Razzano, Thierry Champion, Richard Gasquet sont des joueurs issus de la région.

### Football
- Montpellier Hérault Sport Club évolue en Ligue 1 depuis l'année 2009-2010 après 5 ans en Ligue 2 il remporte le championnat de France en 2012.
- Nîmes Olympique vient de rejoindre la Ligue 1. Le club a évolué en première division durant 33 saisons.
- FC Sète évolue en National 2. Le club a remporté le championnat de France en 1934 et en 1938.

### Volley-ball
L'Arago de Sète a remporté une coupe de France, le Montpellier Université Club a remporté 7 titres de Champions de France. Narbonne Volley (les Centurions) évolue également en Ligue A.

### Equipe de Nerf
L'équipe Sonic ICE est l'équipe de nerf la plus puissante de cette région

### Sports régionaux traditionnels
Le festival des sports traditionnels couvre la région. 

#### Course camarguaise
La course camarguaise est un jeu sportif pratiqué dans le Gard, l'Hérault, les Bouches-du-Rhône et le Vaucluse de mai à septembre. Une centaine d'arènes fixes proposent un programme sportif et un millier de compétitions ont lieu chaque année, tous niveaux confondus. C'est le thème principal de nombreuses fêtes votives.

#### Joute nautique de méthode languedocienne
La Joute nautique de méthode languedocienne est pratiquée dans huit villes de l’Hérault (Béziers, Agde, Marseillan, Mèze, Balaruc, Frontignan, Sète, Palavas) et dans une ville du Gard (Le Grau-du-Roi).
L'épreuve reine est le fameux tournoi de joutes de la Saint-Louis à Sète autour du 25 août, un championnat de France et une Coupe de France existent également dans quatre catégories de poids et d'âge : lourds, moyens, seniors et juniors. Les jouteurs languedociens représentent un quart des licenciés en France.

#### Balle au tambourin
Le jeu de balle au tambourin est un sport collectif impliquant deux équipes de cinq joueurs. Il est essentiellement pratiqué dans les villages à l'ouest de Montpellier. Il fut sport de démonstration aux Jeux méditerranéens de 1993.

## Espaces et parcs naturels régionaux
- Le Parc national des Cévennes
- Le Parc naturel régional du Haut-Languedoc
- Le Parc naturel régional de la Narbonnaise en Méditerranée
- La réserve marine de Cerbère-Banyuls

## Abbayes de la région
Voir aussi : Art roman languedocien, Gothique méridional

### Dans l'Audeil y a neuf abbayes
- l'Abbaye Sainte-Marie de Fontfroide
- l'Abbaye Sainte-Marie de Lagrasse
- l'Abbaye Sainte-Marie de Rieunette
- l'Abbaye de Saint-Hilaire
- l'Abbaye Saint-Polycarpe
- l'Abbaye d'Alet-les-Bains
- l'Abbaye de Saint-Papoul
- l'Abbaye Sainte-Marie de Villelongue
- l'Abbaye Saint-Pierre-Saint-Paul de Caunes-Minervois

### Dans leGardil y a six abbayes
- l'Abbaye Saint-André de Villeneuve-lès-Avignon es connu pour ses jardins magnifiquement entretenus,
- la Chartreuse Notre-Dame-du-Val-de-Bénédictiondont la fondation est voulue par le pape Innocent VI,
- la Chartreuse de Valbonne isolée au cœur d'un vignoble,
- la Abbaye Notre-Dame-des-Neiges, monastère cistercien aux confins du Vivarais,
- l'Abbatiale Saint-Gilles de Saint-Gilles,
- l'Abbaye de Saint-Roman d'où l'on peut admirer un panorama exceptionnel, d'Avignon à la Camargue et des contreforts des Cévennes jusqu'au Luberon.

### Dans l'Héraultil y a sept abbayes
Commençons par la plus célèbre, l'Abbaye d'Aniane ou Abbaye de Gellone est inscrite au patrimoine mondial de l'UNESCO au titre des chemins de Saint-Jacques-de-Compostelle en France :
- l'Abbaye Sainte-Marie de Valmagne est cistercienne et située à Villeveyrac,
- l'Abbaye Sainte-Marie de Quarante serait la quarantième église bâtie par Charlemagne,
- l'Abbaye Sainte-Marie de Fontcaude , étape sur les chemins de Saint-Jacques-de-Compostelle,
- le Prieuré ou l'Abbaye de Cassan a été fondé par Charlemagne,
- l'Abbaye d'Aniane fondée par Benoît,
- l'Abbaye de Vignogoul.

### LesPyrénées-Orientaleset ses sept abbayes
Très isolées, parfois inaccessibles, les abbayes retracent l'évolution de la sculpture romane du Roussillon :
- le prieuré de Serrabona est splendidement isolé au cœur des Aspres ;
- l'abbaye Sainte-Marie d'Arles-sur-Tech nichée au cœur du Vallespir a été fondée par un moine bénédictin, Castellanus ;
- l'abbaye de Saint-Génis-des-Fontaines fondée par un moine bénédictin, Sentimir, dédiée à saint Génis ;
- Saint-André de Sorède, abbaye bénédictine fondée par l'Abbé Miro ;
- l'abbaye de Saint-Génis-des-Fontaines ;
- l'abbaye Saint-Martin du Canigou est plantée à plus de 1 000 mètres dans le massif du Canigou ;
- l'abbaye Saint-Michel de Cuxa d'art roman est dans la vallée de la Llitera à 430 mètres d'altitude.

## Jumelages
- Floride (États-Unis) depuis 1989. En raison de la même configuration climatique entre ces deux régions et de l'économie touristique qui est très attractive dans ces deux territoires.